# Trustly
Trustly Group AB (oder kurz: Trustly) ist ein schwedisches Zahlungsinstitut aus Stockholm. Das (Fintech-)Unternehmen hat sich auf sog. Zahlungsauslösedienste spezialisiert. Neben der Auslösung direkter Onlineüberweisung („Pay-in“) vom Kundenbankkonto zum Zahlungsempfänger, unterstützt Trustly auch Rückzahlungen („Pay-out“) und Lastschrift („Trustly Direct Debit“).
Trustly ist von der schwedischen Finanzaufsichtsbehörde (Finansinspektionen) als Zahlungsinstitut lizenziert und als europäischer Payment-Service-Provider (PSP) in Übereinstimmung mit der ursprünglichen Zahlungsdiensterichtlinie (PSD, 2007/64/EG) für folgende grenzüberschreitende Zahlungsdienstleistungen zugelassen: Zahlungstransaktionen durchführen, Geldtransfer, Zahlungsauslösedienste, Kontoinformationsdienste.

## Dienstleistung
Ähnlich wie der von Klarna akquirierte Dienst „Sofortüberweisung“ bietet Trustly eine direkte Auslösung von Onlineüberweisungen zwischen Kunden und Händlern an. Hierbei wird dem Händler nach Auslösung der Überweisung eine Bestätigung durch Trustly übermittelt. Die eigentliche Zahlung findet zu einem späteren Zeitpunkt statt. Der Händler kann seine Ware nun sofort versenden oder seine Dienste erbringen. Im Gegensatz zur Sofortüberweisung sammelt Trustly zusätzlich die Kundengelder auf seinen Konten ein und leitet diese auf Anfrage der Händler auf deren Konten weiter. Hierdurch kann Trustly auch Rückzahlungen vom Händler an Kunden durchführen.

## Geschichte
Trustly wurde 2008 in Stockholm gegründet.
2010 expandierte das Unternehmen aus seinen Stammmärkten in alle anderen europäischen Länder. Trustly unterhält eine Firmenhauptzentrale in der schwedischen Hauptstadt Stockholm. Weitere Dependancen unterhält das Unternehmen in Köln, London, Barcelona und Sliema auf Malta. Trustly bietet seine grenzübergreifende Zahlungsdienstleistung in allen 28 Mitgliedsstaaten der Europäischen Union sowie in Norwegen an. Trustly unterstützt mehr als 3300 Banken.
2014 ist das Unternehmen eine strategische Partnerschaft mit dem Bezahldienst PayPal eingegangen. Im selben Jahr hat sich die europäische Private-Equity-Gesellschaft Bridgepoint Capital eine Minderheitsbeteiligung am Unternehmen gesichert. Bridgepoint investierte ca. 30 Millionen USD.
In einer 2015 lancierten Pressemitteilung der Europäischen Kommission über die Neufassung der Zahlungsdiensterichtlinie („PSD 2“) wurde Trustly neben SOFORT (Sofortüberweisung) aus Deutschland und iDeal aus den Niederlanden als einer von drei Zahlungsdienstleistern erwähnt, die beispielhaft für die Innovation der Branche und die Änderung des Zahlungsverhaltens der Konsumenten stehen. Die überarbeitete Zahlungsdiensterichtlinie 2015/2366 reguliert künftig diese Marktteilnehmer und stärkt deren Position gegenüber den klassischen Geschäftsbanken.
Im Oktober 2018 kündigte Trustly eine Partnerschaft mit dem französischen Zahlungsdienstleister Ingenico an.
Im Juni 2019 fusionierte Trustly mit dem im Silicon Valley ansässigen US Marktführer für Online-Banking-Zahlungen „PayWithMyBank“. Der Zusammenschluss ermöglicht es Händlern, Online-Banking-Zahlungen von europäischen und US-amerikanischen Verbrauchern zu akzeptieren.

## Geschäftsdaten
Wie das Forbes Magazine berichtet, hat Trustly im Jahr 2016 ein Zahlungsvolumen von 3,2 Milliarden Euro transferiert. Im Vergleich zum vorherigen Geschäftsjahr ist das – gemessen am Zahlungsvolumen – eine Steigerung von 125 %. Seit 2008 hat das Unternehmen damit mehr als 6,5 Milliarden Euro transferiert.
Im März 2018 erwarb Nordic Capital einen Mehrheitsanteil an Trustly. Das Unternehmen wurde dabei mit 700 Millionen Euro bewertet.
Im September 2018 eröffnete Trustly für seine deutschen Kunden ein Büro in Köln mit fünf Mitarbeitern.
Der Umsatz lag 2018 bei 90 Millionen Euro.

## Kritik
Trustly wurde 2013 von einer konkurrierenden Bank kritisiert, als das Unternehmen Kundendaten verwendete, um sich in das Internet-Banking des Kunden einzuloggen. Die Bank behauptete, Trustly habe nicht nur Zugang zu den für die Durchführung der Zahlung erforderlichen Informationen, sondern auch zu Informationen, die sich z. B. auf die Investmentfonds und den Aktienbesitz des Kunden beziehen, und daher sei das Bankgeheimnis gefährdet. Die Kontroverse flammte 2016 in Polen wieder auf, als PayPal zu Trustly wechselte und eine Reihe von Websites und Banken, die sich mit der Informationssicherheit befassen, darauf hinwiesen, dass die Trustly-Praxis im Widerspruch zu den eigenen Leitlinien von PayPal steht, die besagen, dass die Zugangsdaten nicht an Dritte weitergegeben werden dürfen. 2018 entschied die finnische Finanzaufsichtsbehörde, dass die von Trustly verwendete Screen-Scraping-Technik illegal ist.
Trustly verteidigte sich damit, dass das Unternehmen eine klare Vereinbarung darüber getroffen hat, auf welche Informationen das Unternehmen zur Durchführung von Zahlungen und zur Feststellung der Identität zugreifen darf, genau wie die Banken. Wie die Banken unterliegt Trustly als zugelassenes Zahlungsinstitut der Aufsicht durch die schwedische Finanzaufsichtsbehörde.

## Auszeichnungen
- Im April 2017 wurde Trustly von der Financial Times als eines der 1000 am schnellsten wachsenden Unternehmen in Europa ausgezeichnet.[25]
- Im Dezember 2016[26] erhielt Trustly zum zweiten Mal[27] in Folge den DI Gasell der schwedischen Tageszeitung Dagens Industri. Der DI Gasell wird an die am schnellsten wachsenden Unternehmen in Schweden verliehen.
- Im Juli 2016 wurde Trustly in die Business-Insider-Liste der 16 „hottest Nordic Startups“ aufgenommen.[28]
- 2015 hat der Branchendienst FinTechCity London Trustly in die Liste der Unternehmen aufgenommen, die Zahlungsdienstleistungen in Zukunft maßgeblich verändern werden.[29][30][31]